# Athyreus aeneus
Athyreus aeneus is een keversoort uit de familie cognackevers (Bolboceratidae). De wetenschappelijke naam van de soort werd in 1843 gepubliceerd door Johann Christoph Friedrich Klug.